# Saint-Béat
Saint-Béat is een plaats en voormalige gemeente in het Franse departement Haute-Garonne (regio Occitanie) en telt 364 inwoners (1999). De plaats maakt deel uit van het arrondissement Saint-Gaudens. Het dorp is langs twee kanten geflankeerd door de steile bergtoppen van de Pyreneeën. Saint-Béat is op 1 januari 2019 gefuseerd met de gemeente Lez tot de gemeente Saint-Béat-Lez. 

## Geografie
De oppervlakte van Saint-Béat bedraagt 7,4 km², de bevolkingsdichtheid is 49,2 inwoners per km².
De onderstaande kaart toont de ligging van Saint-Béat met de belangrijkste infrastructuur en aangrenzende gemeenten.

## Demografie
De figuur toont het verloop van het inwonertal (bron: INSEE-tellingen).

## Foto's

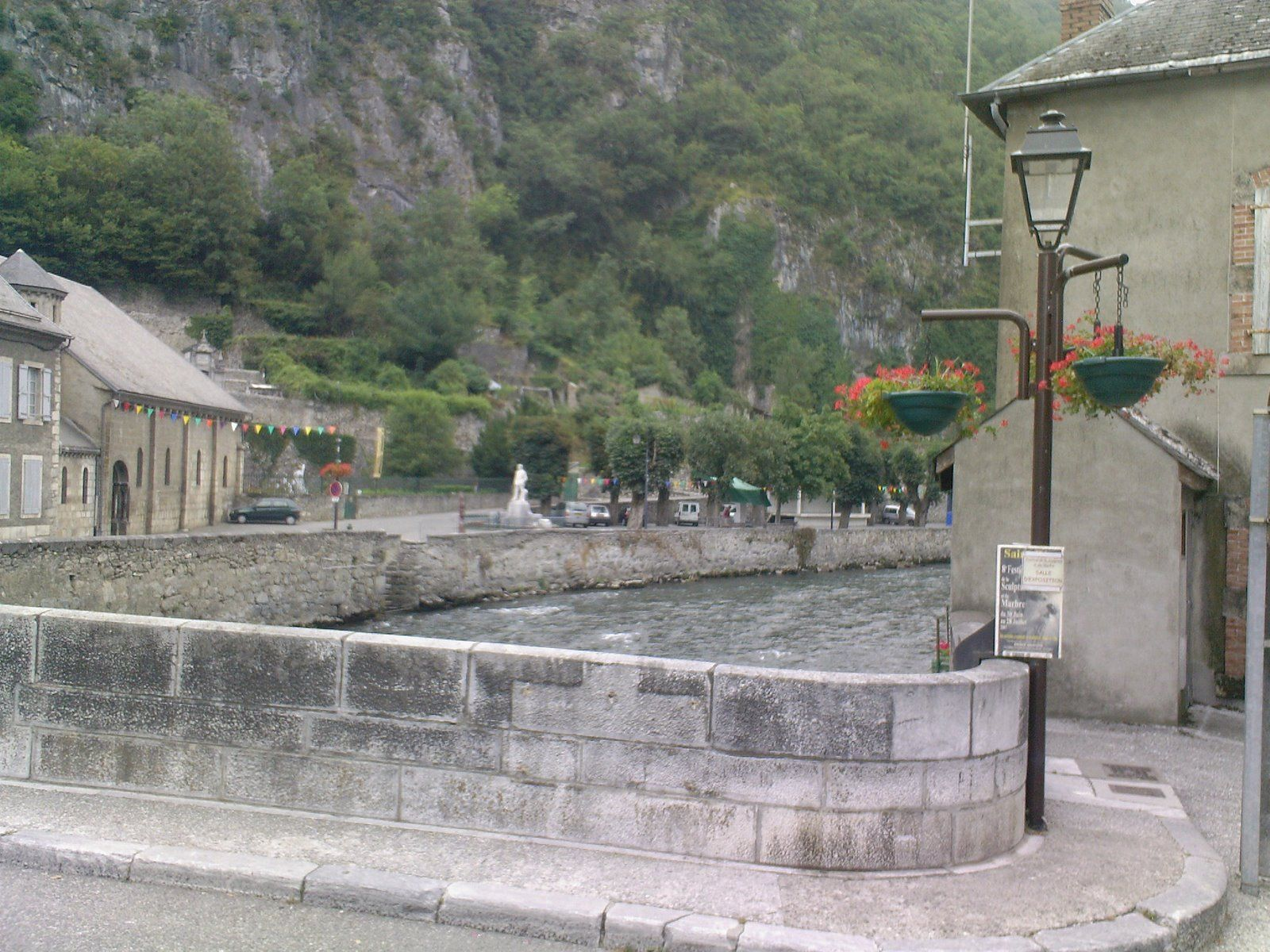
Saint-Béat, zicht op de rivier
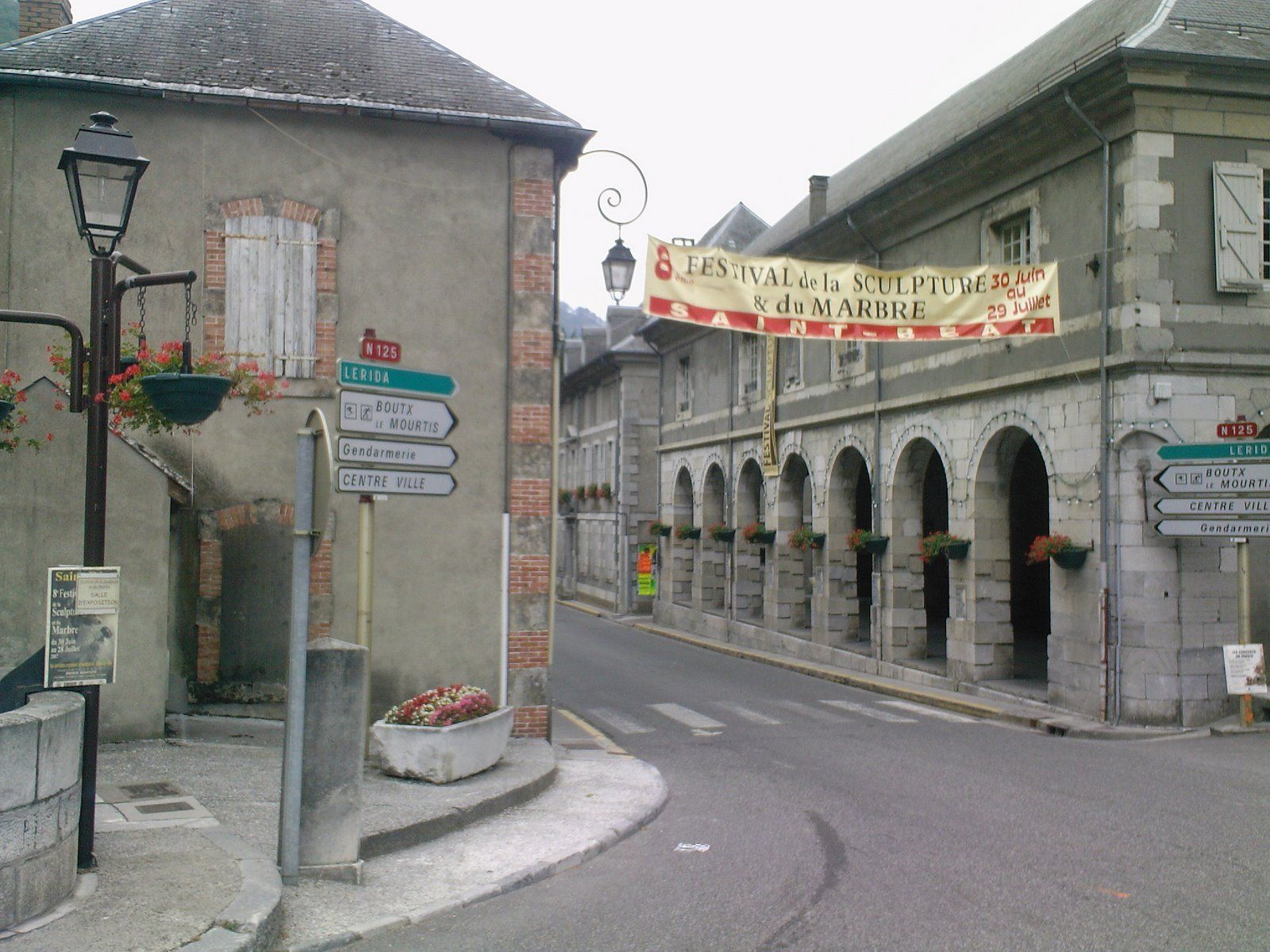
Saint-Béat, hoofdstraat